# Jean Biso
Jean Biso, né le 14 avril 1881 à Bastia, en Corse, et mort le 15 mars 1966 à Paris, est un journaliste, écrivain libertaire, correcteur de la presse, militant anarcho-syndicaliste et franc-maçon.
Sous son patronyme et sous le pseudonyme de Jean Morni, il est l'auteur de romans populaires, appartenant souvent au genre du roman d'amour, tels que Faustina la folle (1913), Magda la séquestrée (1913), La Revanche du passé (1914), Le Roman d'une midinette (1921), Cousette d'amour (1926), Le Caïd rouge (1926, censuré), Le Danseur rouge (1934, censuré).

## Le militant
Il est affilié au Syndicat des correcteurs de Paris depuis le 1er juillet 1908,. En 1927, il est le secrétaire du syndicat. Il est à plusieurs reprises membre du comité syndical entre 1913 et 1940 et représente les correcteurs au congrès international de la Paix à Bruxelles en 1936.
Il contribue à l'hebdomadaire Le Libertaire et au journal antimilitariste de Sébastien Faure, Ce qu’il faut dire.
Il participe à la campagne en faveur de Sacco et Vanzetti, aux grèves de juin 1936, aux luttes pacifistes et antimilitaristes, à la solidarité avec la révolution sociale espagnole de 1936.
Selon Louis Lecoin, il l’aide pour la mise au point du texte du tract « Paix immédiate » lancé au premier jour de la Seconde Guerre mondiale.

## Le franc-maçon
Jean Biso appartenait au conseil philosophique « La Clémente Amitié », ainsi qu'au « Chapitre Agni », vénérable maître d'honneur de la loge « Art et Science », et directeur-gérant du Bulletin des Loges de la Région Parisienne du Grand Orient de France.

## Œuvres
Romans
- Faustina la folle, Éditions Ferenczi, coll. « Le Petit Livre » no 42, 1913[10]
- Magda la sequestrée, Éditions Ferenczi, coll. « Le Petit Livre » no 64, 1913
- La Revanche du passé, Éditions Ferenczi, coll. « Le Petit Livre » no 112, 1914
- Le Rachat du passé, Éditions Ferenczi, coll. « Le Petit Livre » no 129, 1915
- Le Roman d'une midinette, Éditions Ferenczi, coll. « populaire » no 5, 1921
- Enjeu d'amour... Enjeu de mort, Éditions Ferenczi, coll. « Le Petit Livre » no 510, 1922
- Le Voleur détective, Éditions Ferenczi, coll. « Police et Mystère » no 55, 1923
- Cousette d'amour, Fayard, coll. « Les Maîtres du roman populaire » no 281, 1926, BNF, BNF, lire en ligne sur Gallica
- Le Caïd rouge, Fayard, coll. « Le Livre populaire » no 163, 1925[11],[12]
- Mareska la gitane, Éditions Ferenczi, coll. « Mon livre favori » no 697, 1934
- Le Danseur rouge, couverture de Gino Starace, Fayard, coll. « Le Livre populaire » no 301, 1934[11],[13]
- Pauvresse d'amour, Firmin-Didot, 1935[14]

## Notices
- Dictionnaire des anarchistes, « Le Maitron » : notice biographique.
- Dictionnaire international des militants anarchistes : notice biographique.
- L'Éphéméride anarchiste : notice biographique.
- René Bianco, 100 ans de presse anarchiste : notice.